# Municipio de McKinley (condado de Emmet)
El municipio de McKinley (en inglés, McKinley Township) es un municipio situado en el condado de Emmet, Míchigan, Estados Unidos. Tiene una población estimada, a mediados de 2023, de 1300 habitantes.

## Geografía
Está ubicado en las coordenadas 45°35′14″N 84°47′16″O / 45.58722, -84.78778. Según la Oficina del Censo, tiene una superficie total de 91.1 km², de los cuales 90.9 km² corresponden a tierra firme y 0.2 km² están cubiertos de agua.

## Demografía
Según el censo de 2020, había 1294 personas residiendo en la zona. La densidad de población era de 14 hab./km². El 85.39 % de los habitantes eran blancos, el 0.54 % eran afroamericanos, el 5.56 % eran amerindios, el 0.39 % eran asiáticos, el 0.08 % era isleño del Pacífico, el 0.31 % eran de otras razas y el 7.73 % eran de una mezcla de razas. Del total de la población, el 0.85 % eran hispanos o latinos de cualquier raza.

## Localidades

### Lugares designados por el censo (census-designated places,CDP)
- Levering